# Gaetano Azzolini
Gaetano Azzolini (Ferrara, 11 settembre 1876 – Roma, 8 aprile 1928) è stato un basso italiano.

## Biografia
Iniziò la carriera in ruoli drammatici, ma passò presto a ruoli comici, per i quali era predisposto sia per il «physique du rôle» che possedeva (era piccolo, tarchiato, basso e rubizzo) sia per l'innato senso della comicità e il carattere giocondo.
Fu interprete molto apprezzato delle opere di Rossini, Mozart, Paisiello, Donizetti e Wolf-Ferrari.  Tra i ruoli per i quali era più noto quelli di Don Bartolo nel Barbiere di Siviglia, di Don Magnifico nella Cenerentola, del protagonista di Don Pasquale, di Don Geronimo nel Matrimonio segreto, di Lunardo ne I quatro rusteghi.
Alla sua morte improvvisa, avvenuta per una sincope mentre era a Roma per la stagione del Teatro dell'Opera, la stampa lo salutò come «ultimo basso comico italiano degno veramente di questo nome».

## Ruoli creati
- Filippo in Jacquerie di Gino Marinuzzi (11 agosto 1918,  Teatro Colón di Buenos Aires)
- Mirocleto in Belfagor di Ottorino Respighi (26 aprile 1923,  Teatro alla Scala di Milano)
- Carpofonte in Il diavolo nel campanile di Adriano Lualdi (21 aprile 1925, Teatro alla Scala di Milano)